# Helga Bahmer
Helga Bahmer (* 1971 in Heidenheim) ist eine in Hamburg lebende Filmemacherin.

## Werdegang
Helga Bahmer studierte an der Universität Mainz Fotografie und Umweltgestaltung. Anschließend studierte sie an der Kunsthochschule für Medien Köln. 2009 absolvierte sie den Zusatzstudiengang Filmregie. In diesem Jahr erhielt sie für ihr Projekt „Phantomschmerz Mladic“ eine Förderung für Stoffentwicklung von der Filmstiftung NRW. 2010 nahm sie damit an dem europäischen Stoffentwicklungsprogramm „Ex Oriente“ teil.
Bahmer bekam 2012 für ihr Dokumentarfilmprojekt „Krieg auf dem Teppich“ eine Drehbuchförderung von der Filmförderung Hamburg Schleswig-Holstein. Mit dem Projekt „First Movie Program“ wurde sie 2014 im Bayerischen Filmzentrum aufgenommen.

## Filmographie
- 2010: Glück ist ja Glück (Regie, Drehbuch, Schnitt, Produktion)
- 2007: Die vergessene Brigade (Regie, Drehbuch, Schnitt)
- 2006: Entsichert (Regie, Drehbuch, Schnitt, Produktion)
- 2005: Entfernte Verwandte (Regie, Drehbuch, Produktion)
- 2004: Ausgenommen Anrainer (Regie, Drehbuch, Schnitt, Produktion)